# Burn After Reading - A prova di spia
Burn After Reading - A prova di spia (Burn After Reading) è un film del 2008 scritto, montato, prodotto e diretto dai fratelli Coen e con protagonisti George Clooney, Frances McDormand, Brad Pitt e John Malkovich.

## Trama
Di fronte a una retrocessione al lavoro a causa di un presunto problema di alcolismo, Osbourne "Ozzie" Cox lascia con rabbia il suo lavoro di analista della CIA e decide di scrivere un libro di memorie. Quando sua moglie Katie, pediatra, lo scopre, lo vede come un'opportunità per chiedere il divorzio e continuare la sua relazione con Harry Pfarrer, un U.S. Marshal sposato con tendenze paranoiche. Su istruzione del suo avvocato, Katie copia e consegna i registri finanziari digitali del marito così come altri file, includendovi inconsapevolmente la bozza delle memorie di Ozzie. L'assistente dell'avvocato copia i file su un CD, che lascia accidentalmente sul pavimento dello spogliatoio di Hardbodies, una palestra locale. Il disco cade nelle mani dello stupido personal trainer Chad Feldheimer e della sua collega Linda Litzke, che credono erroneamente che contenga informazioni governative sensibili.
Chad escogita un piano per restituire il disco a Ozzie in cambio di una ricompensa in denaro, con Linda desiderosa di raccogliere denaro per un intervento di chirurgia estetica che non può permettersi. Dopo che una telefonata e un successivo incontro con Osbourne provocano la sua reazione furiosa, Chad e Linda cercano di vendere il disco all'ambasciata russa, e lì incontrano un funzionario che in realtà è una spia della CIA. Il comportamento sempre più capriccioso ed erratico di Osbourne spinge Katie a cambiare le serrature della loro casa, invitando Harry a trasferirvisi. Contemporaneamente Harry, un donnaiolo che abitualmente esce e va a letto con donne che incontra online, inizia casualmente a vedere Linda, dopo averla incontrata su un sito di incontri.
Avendo promesso ai russi più file, Linda convince Chad a intrufolarsi in casa Cox per rubare i file dal computer di Ozzie. Dopo aver visto Katie e Harry lasciare la casa, Chad entra e inizia a curiosare in giro finché Harry torna inaspettatamente a casa. Chad si precipita al piano di sopra per nascondersi nell'armadio della camera da letto, mentre Harry entra nella stanza e fa la doccia. Dopo che Harry si è vestito, prende la sua pistola e apre l'armadio per recuperare la sua fondina: spaventato nel vedere Chad, gli spara in testa, uccidendolo all'istante. Harry cerca sul corpo qualche indizio sull'identità di Chad, ma trova solo un portafoglio vuoto. Sospetta che Chad fosse una spia che lo stava spiando. Due giorni dopo al quartier generale della CIA, Palmer Smith, ex superiore di Osbourne, e il direttore di Smith apprendono che le informazioni di Osbourne sono state date all'ambasciata russa. Sono perplessi perché l'informazione non ha alcuna importanza e il motivo degli autori è sconosciuto: Smith rivela anche al direttore che l'agente che avevano assegnato per spiare Harry ha osservato Harry gettare il corpo di Chad nel fiume. Il direttore, ignaro dell'identità di Chad, ordina di insabbiare la sua morte.
Harry e Katie hanno una discussione e Harry esce come una furia dalla casa quando vede un uomo che lo sta seguendo da diversi giorni. Harry lo affronta ed esso ammette che sta lavorando per Tuchman Marsh, uno studio legale che la moglie di Harry, Sandy, ha assunto per divorziare da Harry. Devastato dalla rivelazione a sorpresa dei piani di divorzio di Sandy, Harry va a trovare Linda per sfogare la sua disperazione; Linda si lamenta con Harry che non può essere sempre quella che ascolta i problemi di tutti e confida di avere anch'essa i suoi problemi perché Chad è scomparso. Harry accetta di aiutare a trovare Chad, ignorando che esso sia l'uomo a cui ha sparato e che ha ucciso. Linda torna all'ambasciata, credendo che i russi abbiano rapito Chad, ma loro negano di averlo fatto; liquidano inoltre il contenuto del CD come "sciocchezze" e scortano Linda fuori dall'ambasciata. Lei si rivolge a Ted Treffon, il gentile manager della Hardbodies che prova sentimenti non corrisposti per lei, e lo prega di aiutarla intrufolandosi in casa Cox per raccogliere altri file dal computer di Osbourne.
Harry e Linda si incontrano in un parco. Harry nota un uomo nel parco che sembra sorvegliarlo. Linda lo riconosce come un uomo che aveva precedentemente frequentato, ma nega di conoscerlo, aumentando i sospetti di Harry. Quando Linda rivela l'indirizzo dove Chad era andato prima di scomparire, Harry capisce che Chad è l'uomo a cui aveva sparato. Convinto che Linda sia una spia e che tutti nel parco lo stiano sorvegliando, va nel panico e fugge. Osbourne impazzisce quando scopre che Katie ha svuotato i suoi conti bancari e irrompe in casa per recuperare il suo alcol e i suoi effetti personali; trovando Ted nel seminterrato, Osbourne gli spara e lo insegue in strada, dove lo aggredisce con un'accetta.
Al quartier generale della CIA alcuni giorni dopo, Smith dice al direttore che un agente della CIA che sorvegliava è intervenuto nella mischia tra Osbourne e Ted, sparando a Osbourne e lasciandolo in coma, e che Ted è morto per via dell'aggressione. Dice anche che Harry è stato trattenuto mentre cercava di fuggire in Venezuela, un paese che non ha un trattato di estradizione con gli Stati Uniti. Il direttore ordina a Palmer di lasciare che Harry prosegua per il Venezuela per non affrontare le conseguenze del suo arresto. Il direttore e Palmer sono inoltre concordi nel decidere di preoccuparsi di trattare con Osbourne solo se si risveglia. Linda promette di mantenere il silenzio se pagheranno per la sua chirurgia plastica, e il direttore concede il suo assenso. Palmer e il direttore cercano di dare un senso a tutti gli eventi: concludono che non si può imparare nessuna lezione per l'agenzia. "Immagino che abbiamo imparato a non farlo più", dice il direttore, nonostante non sappia esattamente cosa sia stato fatto, e chiude il file.

## Produzione
È il primo film dei fratelli Coen senza la collaborazione del direttore della fotografia Roger Deakins, che lavorava con loro dal 1991, quando girarono Barton Fink - È successo a Hollywood. Il suo posto è stato preso da Emmanuel Lubezki.
L'attrice Tilda Swinton ha dichiarato di aver basato il suo taglio di capelli su quello di Edna Caprapall, personaggio de I Simpson.

## Distribuzione
Il film è stato presentato fuori concorso al Festival del cinema di Venezia il 27 agosto 2008, per poi essere distribuito nelle sale cinematografiche statunitensi il successivo 12 settembre. In Italia il film è uscito nelle sale il 19 settembre.

## Accoglienza
Subito dopo l'uscita del film, quest'ultimo ha ricevuto giudizi generalmente positivi da parte della critica. Il sito Rotten Tomatoes gli ha assegnato un punteggio del 78% con un voto pari a 6,90 su un totale di 249 recensioni. Il sito Metacritic gli ha invece assegnato un punteggio di 63/100 a fronte di 37 recensioni da parte della critica professionale e un voto pari a 6,6.

## Riconoscimenti
- 2009 – Golden Globe
  - Nomination Miglior film commedia o musicale
  - Nomination Migliore attrice in un film commedia o musicale a Frances McDormand
- 2009 – Premio BAFTA
  - Nomination Miglior sceneggiatura originale a Joel ed Ethan Coen
  - Nomination Miglior attore non protagonista a Brad Pitt
  - Nomination Migliore attrice non protagonista a Tilda Swinton